# 多利納 (喬爾特基夫區)
參數所指定的目標頁面不存在，建議更正成存在頁面或直接建立下列一個頁面（建立前請先搜尋是否有合適的存在頁面可以取代）：
- 多利納 (消歧義)

48°56′43″N 25°43′8″E / 48.94528°N 25.71889°E
多利納（羅馬化：Dolyna）是烏克蘭的村落，位於該國西部捷爾諾波爾州，由喬爾特基夫區負責管轄，始建於1785年，面積1.03平方公里，2001年人口570，人口密度每平方公里553.4人。